# Albert Boissière
Pour les articles homonymes, voir Boissière.
Jean-Baptiste-Eugène-Albert Boissière, né le 26 janvier 1864 à Thiberville (Eure) et mort le 18 décembre 1939, est un écrivain et un feuilletoniste français, auteur de roman policier.

## Biographie
Il est feuilletoniste au quotidien Le Figaro.
Deux de ses romans Un crime a été commis et L'Homme sans figure mettent en scène un juge d’instruction comique, M Marathon qui se trompe avec entêtement. Selon Michel Lebrun, Une femme et vingt millions est un roman « dont le ton rappelle les récits de Maurice Dekobra ».

## Œuvre

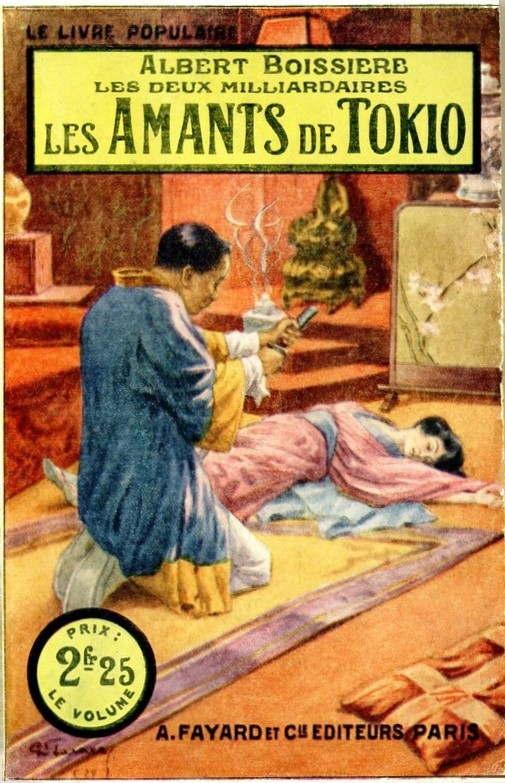
Couverture illustrée par Gino Starace pour le roman d'Albert Boissière, Les Deux milliardaires. Les Amants de Tokio.

- L'Illusoire Aventure, Bibliothèque artistique et littéraire (1897)
- Les Magloire, Éditions Fasquelle (1899)
- Les Trois Fleurons de la couronne, Éditions Fasquelle (1900)
- Une garce, mœurs des grèves, Éditions Fasquelle (1900)
- Aquarelles d'âme, Édition de la Maison d'art (1901)
- M. Duplessis, veuf, Édition de la Maison d'art (1901)
- Les Chiens de faïence, Éditions Fasquelle (1902)
- Les Tributaires, Éditions Fasquelle (1903)
- La Tragique Aventure du mime Properce, (paru sous forme de roman-feuilleton dans Le Temps du 22 décembre 1903 au 13 janvier 1904) Éditions Fasquelle (1904), réédition Les Éditions Pierre Lafitte et Cie , coll. « collection illustrée » no 11 (1910)
- Joies conjugales, Éditions Fasquelle (1905)
- Clara Bill, danseuse, Éditions Fasquelle (1906)
- Jolie, Éditions Fasquelle (1906)
- Le Scandale de la rue Boissière, Flammarion (1907)
- Un crime a été commis, Les Éditions Pierre Lafitte et Cie  (1908), réédition Les Éditions Pierre Lafitte et Cie  (1921) (paru sous forme de roman-feuilleton dans L'Écho d'Alger du 2 février 1925 au 16 février 1925)
- L'Homme sans figure, Les Éditions Pierre Lafitte et Cie  (1909)
- Z... le tueur à la corde, Les Éditions Pierre Lafitte et Cie  (1910)
- Aimée ou la jeune fille à marier, Éditions Fasquelle (1910)
- Le Jeu de flèches, Éditions Fasquelle (1912)
- La Crinoline enchantée, Éditions Fasquelle (1913)
- La Vie malheureuse de l'heureux Stevenson, Les Éditions Pierre Lafitte et Cie  (1914)
- L'Extravagant Teddy de la Croix-Rouge anglaise, Les Éditions Pierre Lafitte et Cie  (1917)
- Le Neveu de l'oncle Sam, Les Éditions Pierre Lafitte et Cie  (1918)
- Celle que j'aime, Tallandier (1924)
- Le Petit Mecano, Librairie Arthème Fayard coll. « Le Livre populaire » no 180 (1926)
- Les Deux Milliardaires, Librairie Arthème Fayard, coll. « Le Livre populaire » no 212 (1928)
- Entre toutes les femmes, Librairie Arthème Fayard, coll. « Les Maîtres du roman populaire » no 326 (1928), réédition Librairie Arthème Fayard, coll. « Le Roman complet » no 161 (1962)
- Que la terre est petite, Librairie Arthème Fayard (1928)
- La Reine Petite-Main et Le Poignard aux cabochons, Librairie Arthème Fayard, coll. « Le Livre populaire » no 237 (1928)
- Le Roman de Raquel, Librairie Arthème Fayard, coll. « Les Maîtres du roman populaire » no 339 (1928)
- Le Collier du roi nègre, (1928)
- Une femme et vingt millions, Éditions Cosmopolites, coll. « Collection du lecteur » no 27 (1929)
- La Joconde aux enchères, Librairie Arthème Fayard, coll. « Les Maîtres du roman populaire » no 362 (1929)
- La Reine Petite-Main, Librairie Arthème Fayard, coll. « Le Livre populaire » no 236 (1929)

## Sources
: document utilisé comme source pour la rédaction de cet article.
- Claude Mesplède (dir.), Dictionnaire des littératures policières, vol. 1 : A - I, Nantes, Joseph K, coll. « Temps noir », 2007, 1054 p. (ISBN 978-2-910-68644-4, OCLC 315873251), p. 252